# Uendeligt decimaltal
Et uendeligt decimaltal, også kaldet en uendelig decimalbrøk, et tal med et uendeligt antal betydende decimaler. Eller sagt på en anden måde: Et uendeligt decimaltal er et decimaltal, hvor decimalerne ikke alle bliver 0 (nul) fra et vist trin. Således er 1,333... et uendeligt decimaltal, hvorimod 0,25000... er et endeligt decimaltal.
Et uendeligt decimaltal er en slags uendelig sum (eller uendelig række). Og værdien af denne slags uendelige sum defineres som det tal som den tilhørende følge konvergerer mod. Således er 1,333... defineret som den uendelige sum 1+0,3+0,03+0,003+... Og værdien af denne uendelige sum er defineret som det tal som følgen 1  1,3  1,33  1,333  ...  konvergerer mod - dvs. 4/3. (Pga. denne definition er 0,999...=1. For 0,999... = 0+0,9+0,09+0,009+...  Og det tal som følgen 0  0,9  0,99  0,999  ...  konvergerer mod er jo netop 1).
Et uendeligt decimaltal kan have en periode, hvilket karakteriserer de rationale tal. Eks. 
{\displaystyle {\frac {1}{3}}=0,333333\ldots }
der har perioden 1 og
{\displaystyle {\frac {5}{13}}=0,\underbrace {384615} \underbrace {384615} \ldots }
der har perioden 6. Man kan også skrive {\displaystyle {\frac {1}{3}}=0,{\overline {3}}} 
og {\displaystyle {\frac {5}{13}}=0,{\overline {384615}}}.

For andre uendelige decimaltal er det ikke muligt at finde en periode, der gentages systematisk - uanset antallet af decimaler. Dette karakteriserer de irrationale tal.
Eks. 
{\displaystyle \pi =3,1415926\ldots }